# Chen Ing-Hau
Chen Ing-Hau (陳盈豪), né le 25 août 1975 à Taïwan, est l'auteur présumé du virus informatique Tchernobyl. Il était étudiant à Taipei au Taiwan's Tatung Institute of Technology (TTIT, inclus dans les commentaires du code du virus) au moment des faits.